# Madden NFL 08
Madden NFL 08 és un videojoc de futbol americà del 2007 basat en la National Football League i publicat per EA Sports. És la 19a entrega de la franquícia de videojocs Madden NFL. Compta amb el quarterback dels Tennessee Titans, Vince Young, a la portada, mentre que el defensiu dels San Diego Chargers, Luis Castillo, va ser l'atleta de la portada de la versió en castellà. Va ser el primer joc de Madden llançat per a 11 plataformes diferents, que va ser llançat el 14 d'agost de 2007 per a Xbox 360, Wii, PlayStation 3, PlayStation 2, Nintendo DS, PlayStation Portable, Xbox, GameCube i Microsoft Windows. També hi va haver una versió per a Mac llançada l'1 de setembre de 2007. Aquesta va ser l'última versió de Madden que es va llançar per a Microsoft Windows fins a Madden NFL 19, i l'últim videojoc per a GameCube a Amèrica.